# Petak 13. (1980.)
Petak 13. (eng. Friday the 13th), američki horor film iz 1980. godine redatelja Seana S. Cunninghama s Betsy Palmer, Adrienne King, Harryjem Crosbyem i Kevinom Baconom u glavnim ulogama.
Film prati šestero mladih adolescenata koji ponovno otvaraju kamp Crystal Lake u kojem se davno prije dogodila tragedija u kojoj je poginuo dječak, utopivši se u jezeru. Uskoro započinje slijed stravičnih ubojstava u kampu.
Petak 13. inspiriran je filmom Noć vještica Johna Carpentera iz 1978. godine, a snimljen je s budžetom od 550.000 USD. Uspjeh filma na kino blagajnama imao je za posljedicu snimanje niza nastavaka.
Premijerno je prikazan u SAD 9. svibnja 1980. putem Paramount Picturesa, dok je distribuciju za ostatak svijeta preuzeo Warner Bros. Uslijedilo je nakon tog filma jedanaestero filmova, TV serija, stripovi, knjige, videoigre itd.

## Radnja
Godine 1958. dvoje mladih odgojitelja ubijeno je u dječjem ljetnom kampu Crystal Lake. Dvadesetak godina kasnije, kamp se ponovno otvara zbog čega je grupa mladih tinejdžera volontera poslana u kamp kako bi ga pripremila za otvaranje.
Pri dolasku u kamp, prva iz grupe, Annie (Robin Morgan) biva ubijena. Uskoro dolazi i ostatak grupe od šestero mladića i djevojaka koju čine Alice (Adrienne King), Bill (Harry Crosby), Marcie (Jeannine Taylor), Jack (Kevin Bacon), Brenda (Laurie Bartram) i Ned (Mark Nelson). U kampu ih dočeka vlasnik Steve Christy (Peter Brower) koji odlazi u grad po namirnice, ostavljajući mlade volontere da preuređuju i pripremaju kamp.
Predvečer počinje nevrijeme, a osim kiše noć skupini mladih donosi mnogo veće probleme, u obliku nepoznatog ubojice koji hara kampom i ubija ih jednog po jednog. Na kraju preživi samo Alice koja sazna da je ubojica Pamela Voorhees koja je ubila sve njih zbog smrti njezinog sina Jasona. Alice joj odrubi glavu mačetom te zaspe u maloj barci dok čeka policiju.

## Glavne uloge
- Adrienne King - Alice Hardy
- Harry Crosby - Bill
- Jeannine Taylor - Marcie Cunningham
- Kevin Bacon - Jack Burrel
- Laurie Bartram - Brenda
- Mark Nelson - Ned Rubinstein
- Betsy Palmer - gđa. Pamela Voorhees
- Peter Brower - Steve Christy

## Zarada
U prvom vikendu prikazivanja, film je uprihodio 5.816.321 USD, a ukupno je zaradio 39.754.601 USD. Petak 13. nalazi se na 18. mjestu najprofitabilnijih filmova 1980. godine.

## Nastavci i franšiza
Iz tog filma uslijedio je dugi niz nastavaka i ostalih medijskih adicija u franšizi:
- Petak 13. II (1981.)
- Petak 13. III (1982.)
- Petak 13. IV: Završno poglavlje (1984.)
- Petak 13. V: Novi početak (1985.)
- Petak 13. VI: Jason živi (1986.)
- Petak 13. VII: Nova krv (1988.)
- Petak 13. VIII: Jason osvaja Manhattan (1989.)
- Petak 13. IX: Jason ide u pakao aka Jason ide u pakao: Zadnji petak 13. (1993.)
- Jason X (2002.)
- Freddy protiv Jasona (2003.)
- Petak 13. (2009.)

## Zanimljivosti
- Film je snimljen u kampu Nobebosco u New Jerseyu. Većina seta već je bila tamo kao dio stvarnog kampa. Filmska ekipa morala je sagraditi samo baraku s kupaonicom.[1]
- Snimanje je trajalo dvadeset i osam dana. Betsy Palmer je snimala deset dana i bila je plaćena 1.000 USD po danu. Na snimanje filma pristala je zbog financijske situacije, inače ne bi, po svom priopćenju, nikada participirala u njemu.[1]
- Scenarist Victor Miller tijekom rada na scenariju nije imao na umu eventualno snimanje nastavka, niti je u startu predodredio da će Jason biti glavni ubojica, koji će naslijediti majku u nastavcima.[1]